# Cobweb (film 2023, Corea del Sud)
Cobweb (거미집?, GeomijipLR) è un film sudcoreano del 2023 diretto da Kim Ji-woon.

## Trama
Il celebre regista Kim è ossessionato dal rendere perfetto il finale della sua nuova pellicola, Cobweb, e ritiene perciò che sarebbe necessario girarlo nuovamente; i caratteri, i problemi e le rivalità degli interpreti finiscono però per entrare prepotentemente all'interno dell'opera che il regista sta girando.

## Distribuzione
La pellicola è stata presentata fuori concorso al Festival di Cannes il 25 maggio 2023, mentre in Italia è stato distribuito dalla Plaion direttamente on demand a partire dal 15 giugno 2024.